# Molibdenian sodu
Molibdenian sodu – nieorganiczny związek chemiczny z grupy molibdenianów, sól sodowa kwasu molibdenowego. Stosowany jest w produkcji barwników, jako inhibitor korozji oraz jako dodatek do gleby. Występuje także w postaci uwodnionej – Na
2MoO
4·2H
2O.
Otrzymuje się z niego oranż molibdenowy poprzez dodanie roztworów chromianu sodu, molibdenianu sodu i siarczanu sodu do roztworu azotanu ołowiu(II). Możliwe jest także otrzymanie błękitu molibdenowego w reakcji roztworów molibdenianu sodu i chlorku cyny(II)

## Otrzymywanie
Może zostać otrzymany poprzez ewaporację roztworu wodnego tritlenku molibdenu i wodorotlenku sodu. Otrzymany dihydrat ogrzewa się następnie do 100 °C otrzymując sól bezwodną:
MoO
3 + 2NaOH → Na
2MoO
4·2H
2O